# Golden Age (fumetto)
La Golden Age (lett. "età dell'oro") nella storia dei fumetti statunitensi è un periodo durato indicativamente dagli anni trenta fino ai primissimi anni Cinquanta. Durante tale periodo, i fumetti godettero di un incremento di popolarità, venne creato e definito l'archetipo del supereroe e molti dei supereroi più famosi fecero il loro debutto.
Il periodo fece divenire il fumetto una forma d'arte fondamentale, definendo il vocabolario artistico del medium e le convenzioni creative per mano della sua prima generazione di autori, disegnatori ed editori.

## Storia
Gli appassionati di fumetti e gli storici sono concordi nel far iniziare la Golden Age non dopo il 1938, con il debutto di Superman in Action Comics n. 1, pubblicato dalla DC Comics. Alcuni fanno risalire l'inizio ad eventi precedenti avvenuti negli anni Trenta, come la pubblicazione regolare della Overstreet Comic Book Price Guide The Golden Age Quarterly mette in lista fumetti dal 1933 in poi (nel 1933 ci fu la pubblicazione del primo fumetto delle dimensioni che in seguito avrebbero definito lo standard); alcuni storici, compreso Roger Sabin (in Comics, Comix and Graphic Novels: a History of Comic Art), datano l'inizio con la pubblicazione dei primi fumetti che presentavano storie interamente originali invece di ristampe delle strisce a fumetti tratte dai quotidiani (1935), da parte della società che sarebbe poi divenuta la DC Comics. Tuttavia, Superman, il primo supereroe dei fumetti, era così famoso che presto i supereroi dominarono le pagine dei fumetti: questi caratterizzarono la Golden Age. Tra l'inizio del 1939 e la fine del 1941, la DC e la sua società "sorella" All-American Comics crearono supereroi tuttora famosi come Batman e Robin, Wonder Woman, Flash, Lanterna Verde, Atomo, Hawkman ed Aquaman, mentre la Timely Comics, il predecessore degli anni quaranta della Marvel Comics, mise in commercio fumetti con protagonisti, tra gli altri, la Torcia Umana originale, Namor e Capitan America.
Nonostante i personaggi della DC e della Timely siano oggi più noti, negli anni quaranta il supereroe che vendeva di più potrebbe essere stato Capitan Marvel della Fawcett Comics. Secondo l'articolo "Thunderstruck" di Ben Morse uscito su Wizard n.179 (settembre 2006): "Dalla metà degli anni quaranta, Captain Marvel Adventures della Fawcett Comics, con protagonista l'originale eroe che gridava "Shazam!", vendette circa 1.4 milioni di copie per numero, rendendolo il fumetto più comprato negli Stati Uniti. Le vendite di Captain Marvel superarono di molto quelle simili della serie di Superman e di Action Comics".
Anche Plastic Man della Quality Comics e il detective mascherato e senza superpoteri The Spirit (creato dal cartoonist Will Eisner e che venne pubblicato originariamente come inserto di un giornale ma poi ristampato in forma di fumetto), furono estremamente popolari.
I fumetti, specialmente quelli supereroistici, guadagnarono un'immensa popolarità durante la seconda guerra mondiale per diversi motivi: il loro formato di stampa, la loro economicità e per le storie semplici che narravano del bene che trionfava sul male. Gli editori di fumetti statunitensi misero i loro eroi in lotta contro le potenze dell'Asse: copertine raffiguranti supereroi che prendevano a pugni il leader nazista Adolf Hitler o che lottavano contro soldati giapponesi sono diventate icone di questo periodo. Tra i capisaldi di queste pubblicazioni, il periodico Air Fighters e il suo personaggio di punta: Airboy
Sebbene la creazione della figura del supereroe sia stato il contributo più importante della Golden Age alla cultura popolare, comparvero nelle edicole molti altri generi di fumetti insieme a Superman e Capitan America. Durante la Golden Age vennero creati molti fumetti di animali divertenti, western, romantici e ambientati nella giungla. The Steranko History of Comics 2 nota che furono i personaggi non-supereroistici della Dell Comics — in particolare fumetti con personaggi dell'animazione di Walt Disney — che vendettero di più di tutti i superuomini. I fumetti della Dell, che avevano come protagonisti personaggi tratti da film o da libri come Topolino, Paperino, Roy Rogers e Tarzan, potevano vantare la circolazione di oltre un milione di copie ogni mese. Un'altra creazione importante e duratura durante la Golden Age fu il cast non-supereroistico di personaggi della Archie Comics.

## Fine del periodo
Gli appassionati sono discordi sul segnare la fine della Golden Age. Alcuni eventi considerati come punti di demarcazione sono:
- La crescita nella diffusione di fumetti sul crimine e horror, come quelli della EC Comics, alla fine degli anni quaranta e all'inizio dei cinquanta. Questo mutamento, insieme alla comparsa particolare di supereroi nati a seguito di esplosioni nucleari e di eventi simili, ha portato qualcuno (come la National Association of Comics Art Educators (EN) An Aesthetic History of Comics, su teachingcomics.org (archiviato dall'url originale il 25 ottobre 2007).) a descrivere il periodo che va dalla metà degli anni quaranta alla metà dei cinquanta come la Atomic Age dei fumetti.
- 1950. Per la Timely Comics, la Golden Age si è conclusa con la cancellazione di Captain America Comics al n.75 (febbraio 1950) — da allora la serie è divenuta Captain America's Weird Tales per due numeri, con nessuna storia di supereroi all'interno. Il fumetto portabandiera della società, Marvel Mystery Comics, con protagonista la Torcia Umana, era già stato chiuso (con il n.92, giugno 1949), così come lo era stato Sub-Mariner Comics (con il n.32, stesso mese).
- 1951. Finirono le storie con protagonista il team di supereroi Justice Society of America all'interno di All Star Comics (la serie cambiò il suo nome con il n.58 in All-Star Western). Questo evento fu il culmine di un lungo declino nella popolarità dei supereroi. Alla Timely Comics, Goodman iniziò ad usare il logo della Atlas Comics sulle copertine dei fumetti datate novembre 1951.
- 1956. L'inizio della Silver Age con il debutto di un nuovo Flash, Barry Allen nell'ottobre del 1956[4] avrebbe segnato la fine della Golden Age se non venisse considerato il periodo intercorrente tra le due "ere".

## Talenti della Golden Age
Questa è una lista di persone che sono state coinvolte nella creazione di molti personaggi che tutt'oggi sono molto noti.
- Charles Biro
- Carl Burgos
- Al Camy
- Jack Cole
- Johnny Craig
- Jack Davis
- Bill Everett
- Al Feldstein
- Bill Finger
- Max Gaines
- Frank Godwin
- Bob Kane
- Jack Kirby
- Joe Kubert
- Harvey Kurtzman
- Stan Lee
- Sheldon Moldoff
- Jim Mooney
- William Moulton Marston
- Joe Orlando
- H.G. Peter
- Lew Sayre Schwartz
- Joe Shuster
- Jerry Siegel
- Joe Simon
- Al Williamson
- Dick Wood
- Wally Wood
- Steve Ditko